# Rob McKee
Pour les articles homonymes, voir McKee.
Robert McKee, né le 20 novembre 1985, est un homme politique néo-brunswickois (canadien).
Il est député à l'Assemblée législative du Nouveau-Brunswick de la circonscription de Moncton-Centre depuis les élections de 2018. Il est chef de l'opposition officielle du Nouveau-Brunswick de septembre 2022 à mai 2023.

## Biographie
Il est parfaitement bilingue en anglais et en français. Son éducation inclut un baccalauréat en droit de l'Université de Moncton, un baccalauréat en gestion en comptabilité de l'Université du Nouveau-Brunswick à Saint-Jean, un diplôme en comptabilité du New Brunswick Community College et un diplôme de l'école secondaire Athol Murray College of Notre Dame (en) à Wilcox, Saskatchewan.

### Carrière politique
En 2016, Robert McKee est élu au conseil municipal de Moncton. Lors des élections générales néo-brunswickoises du 24 septembre 2018, il est élu député libéral à l'Assemblée législative du Nouveau-Brunswick de la circonscription de Moncton-Centre. Il est réélu en septembre 2020.
À la suite de l'élection de Susan Holt comme cheffe du Parti libéral du Nouveau-Brunswick, 
il devient, en septembre 2022, chef de l'opposition officielle à l'Assemblée législative ; Holt ne détenant pas de siège à l'Assemblée législative. Lorsque cette dernière gagne l'élection partielle du 9 mai 2023, Holt remplace McKee comme cheffe de l'opposition officielle.
McKee est réélu député à l'élection générale d'octobre 2024. Le Parti libéral gagne sous sa cheffe Susan Holt, qui annonce son cabinet le 1er novembre 2024, assermenté le jour suivant. McKee devient ministre de la Justice et procureur général, ainsi que ministre responsable des Services de santé mentale et de traitement des dépendances.

### Vie personelle
Il est marié avec Tara McKee, née Tara Pobihushchy. Ils ont deux enfants, Michael et Anna.
Rob McKee est le troisième McKee de sa famille à être élu à l'Assemblée législative du Nouveau-Brunswick. Son grand-père J. Killeen McKee (en) représentait le district de Kent (en) de 1940 à 1950, et son père Michael McKee représentait la circonscription de Moncton-Nord de 1974 à 1993.